# Повний ірландський сніданок
Повний ірландський сніданок або, як ще його називають Традиційний ірландський сніданок (англ. Full irish breakfest, ірл. Bricfeasta Éireannach) відрізняється великою кількістю різних продуктів.

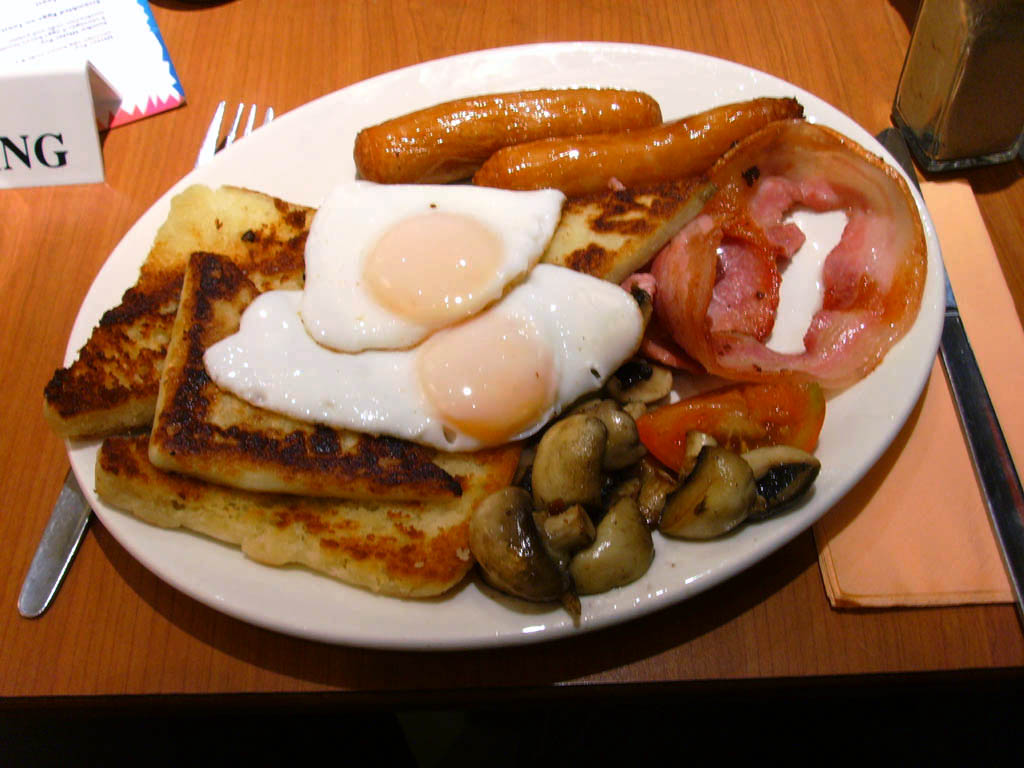
Повний ірландський сніданок.

## Історія

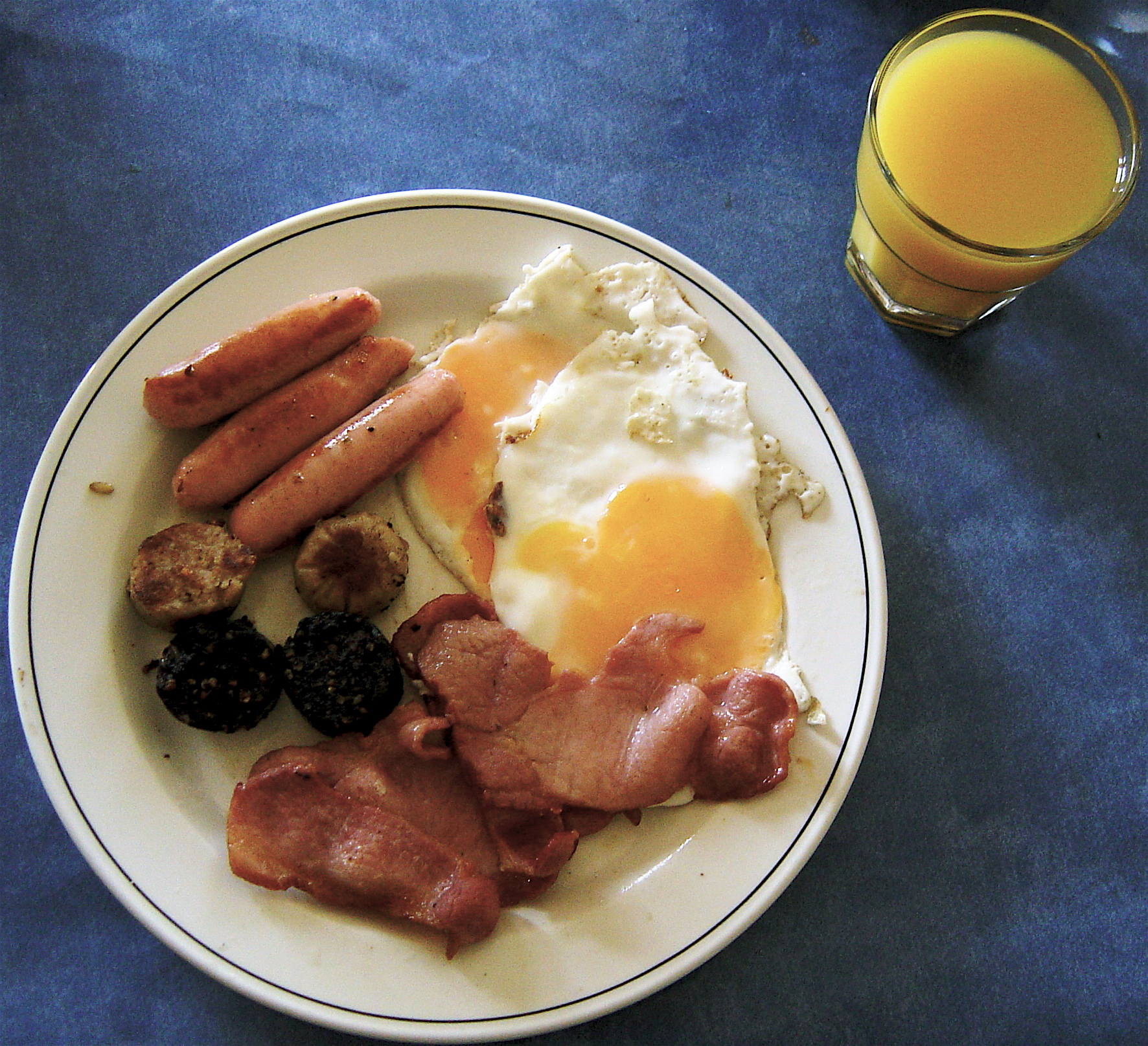
Ірландський сніданок, що складається із чорного і білого пудингу, бекону, сосисок і яєшні

Взагалі вважається, що такий сніданок з'явився найперше в сільському побуті. В селах Ірландії сам сніданок розпочинався ближче до полудня, вже після роботи. Саме цим і пояснюється такий багатий сніданок.
Ірландські селяни тривалий час їли картоплю, готували каші та інші страви з ячменю та вівса, якщо була можливість вживали молочні продукти, замість м'яса готувались відварені тельбухи. В багатших будинках звичайно були запаси шинки і бекону. Але в 1740 році в період Великого голоду в Ірландії, їсти було майже нічого, основний раціон складався з картоплі та вівсяної каші. Другий за величиною голод настав в 1845 році і був викликаний новою хворобою — картопляним ящуром. В цьому році в Ірландії загинуло 200 тисяч осіб, в 1846–1847 роках понад один мільйон осіб. В ці роки відбувається масова еміграція населення, Ірландію покинули більш ніж три мільйони людей. В 1879 році в Ірландії знову розпочався голод. В кінці XIX століття повні ірландські сніданки стали популярні серед багатих поміщиків, колишніх селян, які мали дійсно великий запас харчових продуктів.

## Склад сніданку
В основному повний ірландський сніданок складається з:
- яєшні з одного яйця;
- омлету;
- підсмаженого бекону;
- кількох сосисок з гарніром із квасолі, помідорів та інших овочів;
- кільця білого і чорного пудингу;
- і фаджу — картопляного хлібу.

Це традиційний варіант такого сніданку, хоча можливі варіанти зі смаженими грибами, картопляними оладками, ковбасами — «білою» і «кров'яною».

## Ірландський сніданок в наш час
Тепер такі сніданки зустрічаються не тільки в багатих будинках чи селянських будиночках, але й практично у всіх ірландських готелях і ресторанах. В готелях він входить у вартість проживання. Мешканці готелю можуть перенести свій сніданок на обід і навіть вечерю, якщо вони не можуть осилити його відразу. В багатьох ресторанах вішають вивіски, де повідомляється, що сніданок подається протягом усього дня.